# ژابیچن (استان لهستان بزرگ‌تر)
ژابیچن (به لهستانی:  Żabiczyn) یک روستا در لهستان است که در گمینا میشچیسکو واقع شده‌است.